# Gran parque natural Topes de Collantes
El Paisaje Natural Protegido Topes de Collantes es una inmensa zona protegida de Cuba, localizada en la parte central de la isla en una zona conocida como Topes de Collantes, dentro del grupo montañoso Guamuahaya o Sierra del Escambray, en la provincia cubana de Sancti Spíritus, a pocas millas de la ciudad de Trinidad y el Valle de los Ingenios, ambos declarados Patrimonio de la Humanidad por la Unesco en 1988.

## Situación geográfica
Este reservorio ecológico está situado a 800 metros sobre el nivel del mar, se localiza a unos 20 kilómetros de la ciudad de Trinidad, fundada en 1514 por el Adelantado Diego Velázquez, y a unos 350 kilómetros al este de La Habana. Tiene una extensión territorial de 110 km². Cuenta con numerosas cuevas ríos, cascadas y saltos de agua el más famoso es el del Caburní.

## Clima
Esta región presenta un microclima diferente al del resto de la isla con temperaturas que oscilan entre los 16 y 25 °C, una humedad moderada (85%) y la velocidad máxima del viento de 11,6 km/h, lo que le ha ganado fama como centro de descanso y recuperación de enfermedades respiratorias.

## Flora y fauna
Debido a sus excelentes condiciones climáticas y su relativo aislamiento geográfico cuenta con un 45% de aves endémicas del país. Están registradas más de 100 especies de todo tipo.

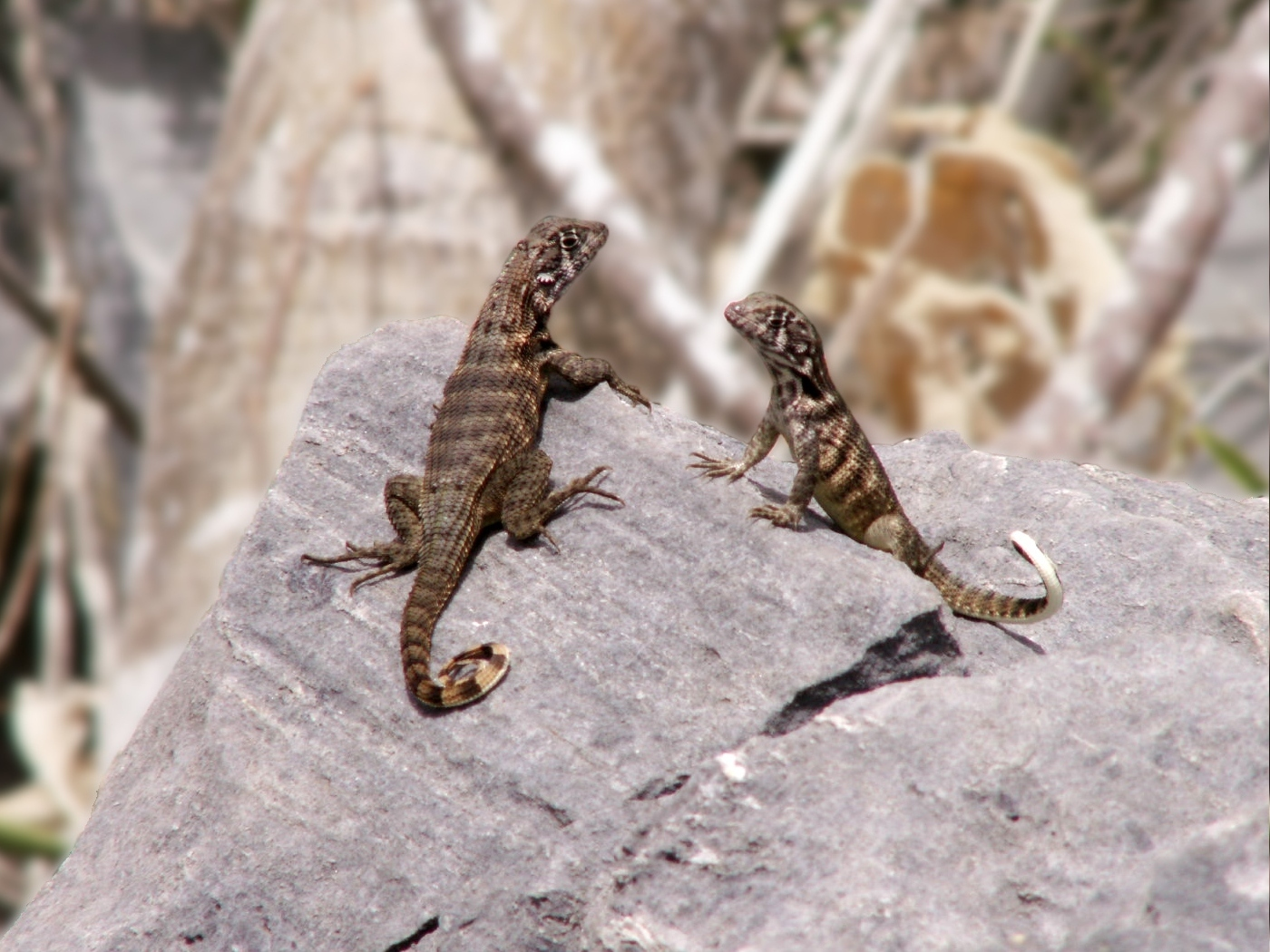
Lagartos conocidos popularmente como "chipojos".

Entre las que se destacan el Tocororo (Priotelus temnurus), cuyo plumaje tiene los mismos colores de la bandera cubana: azul, rojo y blanco; la cotorra, el negrito, el gavilán, el carpintero churroso (Colaptes fernandinae), el sijú platanero (Glaucidium siju), el más pequeño búho del Caribe insular, el sijú cotunto (Gymnoglaux lawrencii), el zunzuncito (Mellisuga helenae) entre muchos otros.
Los anfibios están representados por siete especies exclusivas de la región, sobresaliendo la ranita Colín, considerada una de las más pequeñas del planeta.
Otros representantes de la variada fauna del parque son el puerco jíbaro, el venado de cola blanca, las jutías, murciélagos, algunos moluscos, reptiles, sobre todo lagartos y algunas especies de boas como el majá de Santa María (Epicrates angulifer) e infinidad de insectos.
La flora del parque está representada por la Mariposa (Hedychium coronarium), Flor Nacional, más de 15 especies de pinos, 12 de eucaliptos y aproximadamente 100 plantas ornamentales; numerosas orquídeas y helechos arborescentes. Árboles de algarrobo, cedro, caoba, magnolia y teca pueblan las laderas de las montañas.

## Historia
Solo unos pocos productores de café vivían en el área más conocidos por su apellido gallo el señor Manuel Gallo y su esposa Julia Oliva los cuales tenían siete hijos, cuando el presidente Fulgencio Batista ordenó la construcción de un sanatorio para enfermos de tuberculosis en 1954. Existen rumores de que su esposa Martha estaba luchando contra esta enfermedad y una vez allí se enamoró del lugar. Como resultado, ella convenció a Batista para construirle una "cabaña" en la zona también. Después de la Revolución cubana el hospital se convirtió en una escuela, y a mediados de los '70 se le devolvió un uso similar a un hotel especializado en rehabilitación y terapias especiales. El Kurhotel también es famoso por su vasta colección de piezas originales de arte cubano. Distribuidos en sus 210 habitaciones, vestíbulos y pasillos, casi 800 piezas de arte de los pintores cubanos más famosos de todos los tiempos se pueden encontrar. 
La Universidad de Montaña, una subsede de la Universidad Central Marta Abreu de las Villas, se construyó en los años '80. Debido a su conexión relativamente fácil con la ciudad de Trinidad y las playas de la península de Ancón, un par de hoteles y una villa turística se han construido.

## Atracciones
Esta área protegida cuenta con varias atracciones turísticas para el disfrute de los visitantes de todo el mundo:
- Salto del Caburní: es la caminata más popular se realiza a través de plantaciones de café, las casas tradicionales de los agricultores, y los acantilados para acabar en el río Caburní con una cascada de 62 metros (203 pies) y una serie de estanques naturales.

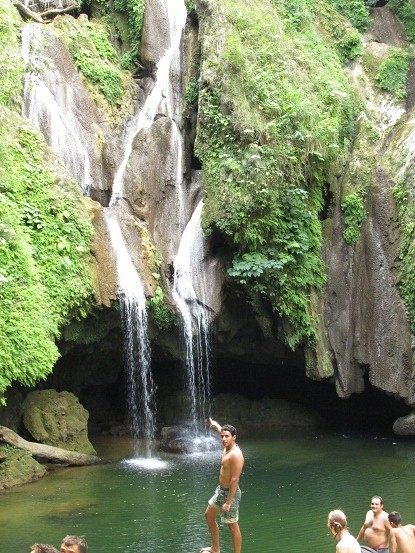
Vegas Grandes.

- Vegas Grandes: es una caminata de la cual hay una parte que se realiza en una pendiente de aproximadamente 45 grados lo que la hace muy difícil al viajero, el cual queda agradecido al terminarla pues culmina en el salto del Caburní, un salto de agua que es el segundo más alto de Cuba después del salto de Soroa, y posee una poceta en la cual el caminante se puede refrescar.[2]

- La Batata: a 3 kilómetros de la ciudad es un paraje que ofrece vistas panorámicas y termina en un sistema cavernario con varias piscinas naturales (siete piscinas), con propiedades curativas en sus aguas algunas de ellas.

- Hacienda Codina: un rancho con varias atracciones como baños de lodo medicinal, huertas medicinales y ornamentales, una colección de orquídeas con más de 40 especies locales, un bosquecillo de bambú, la Isla de los Enamorados, el rincón del yoga y la cueva de Altar, desde donde un pasaje secreto que termina en un mirador natural se pueden observar el Valle de los ingenios, Trinidad y Playa Ancón.

- Parque "La Represa": este parque se desarrolló alrededor de la casa de Martha Batista, está situado en las orillas del río Vega Grande, cuenta con un arboretum de más de 300 especies exóticas y con la caoba más antigua de toda Cuba aún en pie.

- Sendero Ecológico: es un camino local de aproximadamente un kilómetro de largo, que conecta el Kurhotel con el hotel Los Helechos. Es un sendero repleto de helechos arborescentes, y árboles de pino, eucalipto y palmas.

- Casa del Café: es un local donde se pueden degustar varios tipos de café preparado de varias formas.